# Segeltragzahl
Die Segeltragzahl ist eine dimensionslose Kennzahl für Segelschiffe, die die Segelfläche ins Verhältnis zur Verdrängung setzt. Sie wird oft als eines von vielen Kriterien bei der Beurteilung von Schiffen angegeben, da sich aus ihr bestimmte Eigenschaften eines Segelschiffes ablesen lassen. Eine hohe Segeltragzahl lässt auf eine eher sportliche, ein kleinerer Wert auf eine eher auf Sicherheit bedachte Auslegung des Schiffes schließen.
Einige Segeltragzahlen im Vergleich:
- Großsegler: ≈ 3,5 bis 4
- Moderne Segelyachten: ≈ 4,3 bis 5
- IACC-Yachten des America’s Cup: 6,2
- Skiffs: ≈ 8 bis 15

## Berechnung (metrisch)
Die Segeltragzahl wird in Europa definiert als das Verhältnis zwischen Quadratwurzel der Segelfläche geteilt durch Kubikwurzel der Verdrängung:
{\displaystyle {\text{Segeltragzahl}}={\frac {\sqrt[{2}]{x}}{\sqrt[{3}]{y}}}}
wobei {\displaystyle x} die Segelfläche in Quadratmetern und {\displaystyle y} die Verdrängung in Kubikmetern Wasser angibt. Letzteres entspricht näherungsweise dem Gewicht des Schiffes in metrischen Tonnen. Die Segeltragzahl ist dimensionslos (die Quadratwurzel aus Quadratmetern und die Kubikwurzel aus Kubikmetern ergibt beides in der Einheit Meter; gekürzt weist das Ergebnis daher keine Einheit mehr auf). Nicht eindeutig definiert ist, welche Segelfläche für die Berechnung zugrunde gelegt werden soll. Natürlich macht es einen Unterschied, ob die berechnete Am-Wind-Segelfläche oder die tatsächliche – etwa mit einer großen Genua – in die Berechnung einfließt.

## SA/D
Im englischen Sprachraum ist auch eine andere Definition üblich, die als Sail Area - Displacement ratio (SA/D) bekannt ist:
{\displaystyle {\mathit {SA/D}}={\frac {{\text{Segelfläche}}({\text{ft}}^{2})}{[{\text{Verdrängung}}({\text{lb}})/64]^{\frac {2}{3}}}}={\frac {{\text{Segelfläche}}({\text{m}}^{2})}{{\text{Verdrängung}}({\text{m}}^{3})^{\frac {2}{3}}}}}.
Im imperialen System wird zunächst wird die Verdrängung in Kubikfuß (Displacement in Cubic Foot - DCF) bestimmt:
{\displaystyle DCF={\frac {{\text{displacement}}({\text{lb}})}{64({\text{lb}}/{\text{ft}}^{3})}}.}
Das {\displaystyle {\text{displacement}}} ist die Verdrängung, in Pfund (lbs) angegeben, und wird durch das Gewicht des Wassers pro Kubikfuß dividiert (64 für Salzwasser, 62,4 für Süßwasser).
Zuletzt wird mit
{\displaystyle D=DCF^{({\frac {2}{3}})}}
die Verdrängung in Kubikfuß hoch 2/3 gerechnet und die Segelfläche in Quadratfuß durch das Ergebnis geteilt: {\displaystyle SA/D}
Quadriert man die Segeltragzahl, bekommt man das SA/D Verhältnis:
{\displaystyle {\mathit {STZ^{2}}}={\frac {({\sqrt[{2}]{x}})^{2}}{({\sqrt[{3}]{y}})^{2}}}={\frac {x}{{y}^{\frac {2}{3}}}}={\frac {\text{Segelfläche}}{{\text{Verdrängung}}^{\frac {2}{3}}}}=SA/D}

## Beispiel
Die Hanse 388 ist ein 11,4 Meter langes Segelboot. Sie hat 71,91 m2 Am-Wind-Segelfläche und wiegt leer 8090 kg. Das ergibt eine Segeltragzahl von
{\displaystyle {\frac {\sqrt[{2}]{71{,}91\,\mathrm {m} ^{2}}}{\sqrt[{3}]{\frac {8090\,\mathrm {kg\,m} ^{3}}{1000\,\mathrm {kg} }}}}=4{,}224},
mit der Dichte des Wassers von 1000 kg/m³.
Dies ist also eher ein Fahrtenschiff als eine Rennyacht.
Für das gleiche Schiff ergibt sich ein SA/D Verhältnis von
{\displaystyle {\frac {71{,}91\,\mathrm {m} ^{2}}{(8{,}090\,\mathrm {m} ^{3})^{({\frac {2}{3}})}}}=17{,}84},
bzw. in imperialen Maßeinheiten: 71,91 m2 sind 774 ft2, 8.090 kg sind 17.835 lb.
{\displaystyle DCF={\frac {17835}{62{,}4}}=285{,}8} → {\displaystyle D=DCF^{({\frac {2}{3}})}=43{,}39} → {\displaystyle SA/D={\frac {774}{43{,}39}}=17{,}84}.
{\displaystyle STZ^{2}=4{,}224^{2}=17{,}84=SA/D}